# Mamadou Danso
Mamadou Futty Danso, né le 27 avril 1983 à Serrekunda, est un footballeur international gambien. Défenseur central de grande taille, il évolue durant sa carrière professionnelle entre l'Amérique du Nord et l'Asie.

## Biographie
Le 2 juin 2014, Danso est échangé à l'Impact de Montréal contre un choix de 2e ronde lors de la MLS SuperDraft 2015. Alors qu'il n'a disputé que trois rencontres avec le onze montréalais, son contrat n'est pas renouvelé à l'issue de la saison 2014.
Après plusieurs mois sans club, Mamadou Danson retrouve une équipe avec sa signature le 19 mars 2015 aux Carolina RailHawks.

## Palmarès
- Vainqueur de la saison régulière de la Première division de United Soccer Leagues en 2009

## Statistiques
| Saison                | Club                  | Championnat           | Championnat | Championnat | Coupe(s) nationale(s) | Coupe(s) nationale(s) | Compétition(s) continentale(s) | Compétition(s) continentale(s) | Compétition(s) continentale(s) | Séries | Séries | Total | Total |
| Saison                | Club                  | Division              | M.          | B.          | M.                    | B.                    | Comp.                          | M.                             | B.                             | M.     | B.     | M.    | B.    |
| 2009                  | Portland Timbers      | USL-1                 | 16          | 1           | 2                     | 0                     | -                              | -                              | -                              | 1      | 0      | 19    | 1     |
| 2010                  | Portland Timbers      | USSF D2               | 24          | 1           | 3                     | 0                     | -                              | -                              | -                              | -      | -      | 27    | 1     |
| 2011                  | Portland Timbers      | MLS                   | 24          | 3           | 1                     | 0                     | -                              | -                              | -                              | -      | -      | 25    | 3     |
| 2012                  | Portland Timbers      | MLS                   | 10          | 0           | -                     | -                     | -                              | -                              | -                              | -      | -      | 10    | 0     |
| 2013                  | Portland Timbers      | MLS                   | 16          | 0           | 2                     | 1                     | -                              | -                              | -                              | 4      | 1      | 22    | 2     |
| 2014                  | Portland Timbers      | MLS                   | 10          | 1           | -                     | -                     | -                              | -                              | -                              | -      | -      | 10    | 1     |
| 2014                  | Impact de Montréal    | MLS                   | 3           | 0           | -                     | -                     | LCC                            | 0                              | 0                              | -      | -      | 3     | 0     |
| 2015                  | Carolina RailHawks    | NASL                  | 19          | 1           | 1                     | 0                     | -                              | -                              | -                              | -      | -      | 20    | 1     |
| 2016                  | Rayo OKC              | NASL                  | 30          | 3           | 1                     | 0                     | -                              | -                              | -                              | 1      | 1      | 32    | 4     |
| 2017                  | Kelantan FA           | Super League          | 22          | 0           | 0                     | 0                     | -                              | -                              | -                              | 2      | 0      | 24    | 0     |
| 2018                  | North Carolina FC     | USL                   | 9           | 0           | 2                     | 0                     | -                              | -                              | -                              | -      | -      | 11    | 0     |
| Total sur la carrière | Total sur la carrière | Total sur la carrière | 183         | 10          | 12                    | 1                     | -                              | 0                              | 0                              | 6      | 2      | 201   | 13    |